# Ramal F15 del Ferrocarril Belgrano
El Ramal F15 es un extinto ramal perteneciente al Ferrocarril General Belgrano, de Argentina.

## Ubicación
Se hallaba en el noroeste de la provincia de Santa Fe dentro del departamento Vera y del departamento General Obligado.